# Akillestal
Akillestal är ett tal som är potensrikt men som inte är perfekt potens. Ett positivt heltal n är potensrikt om, för varje primtalsfaktor p av n, p2 är en delare. Med andra ord har varje primfaktor minst en kvadrat i faktorisering. Alla Akillestal är potensrika, men alla potensrika tal är inte Akillestal: endast de som inte kan representeras som mk, där m och k är positiva heltal större än 1.
Akillestal är uppkallade efter Akilles, en hjälte i trojanska kriget, som var kraftfull (från engelskans powerful som är detsamma som potensrik) men imperfekt.

## Talföljd av Akillestal
Ett tal n = p1a1p2a2…pkak är potensrikt om min(a1, a2, …, ak) ≥ 2. Om därutöver gcd(a1, a2, …, ak) = 1 så är det ett Akillestal.
De första Akillestalen är:
72, 108, 200, 288, 392, 432, 500, 648, 675, 800, 864, 968, 972, 1125, 1152, 1323, 1352, 1372, 1568, 1800, 1944, 2000, 2312, 2592, 2700, 2888, 3087, 3200, 3267, 3456, 3528, 3872, 3888, 4000, 4232, 4500, 4563, 4608, 5000, 5292, 5324, 5400, 5408, 5488 … (talföljd A052486 i OEIS)
De minsta två på varandra följande Akillestalen är:
5425069447 = 73 × 412 × 972
5425069448 = 23 × 260412

## Exempel
108 är ett potensrikt tal. Dess primfaktorisering är 22 · 33, och därmed är primtalsfaktorerna 2 och 3. Både 22 = 4 och 32 = 9 är delare av 108. Dock kan 108 inte representeras som mk, där m och k är positiva heltal större än 1, så 108 är ett Akillestal.
784 är inte ett Akillestal. Det är ett potensrikt tal, eftersom inte bara 2 och 7 är dess primtalsfaktorer, men även 22 = 4 och 72 = 49 är delare av 784. Ändå är det en perfekt potens:
{\displaystyle 784=2^{4}\cdot 7^{2}=(2^{2})^{2}\cdot 7^{2}=(2^{2}\cdot 7)^{2}=28^{2}.\,}
Så det är inte ett Akillestal.